# Rezerwat przyrody Kuźnie
Kuźnie – rezerwat przyrody nieożywionej, utworzony zarządzeniem Ministra Ochrony Środowiska, Zasobów Naturalnych i Leśnictwa z dnia 11 grudnia 1995 r. (M.P. z 1996 r. nr 5, poz. 46) w celu ochrony ze względów naukowych, dydaktycznych i krajobrazowych zgrupowania wychodni skalnych, jaskiń oraz dorodnego drzewostanu świerkowego na stokach góry Muronka w Beskidzie Śląskim. Leży w granicach Parku Krajobrazowego Beskidu Śląskiego. Rezerwat zajmuje powierzchnię 7,22 ha i podlega ochronie ścisłej.
Rezerwat znajduje się na terenie wsi Ostre w gminie Lipowa, w powiecie żywieckim. Obejmuje obszar leśny należący do Nadleśnictwa Węgierska Górka, położony na południowo-wschodnim stoku góry Muronka (1021 m), opadającym ku dolinie potoku Twardorzeczka, w przedziale wysokości od 800 do 1010 m. Podłoże geologiczne tworzą tu średnio- i gruboławicowe, frakcjonalnie uziarnione piaskowce górnych warstw godulskich, z cienkimi wkładkami szarozielonych mułowców i łupków. Na podłożu tym rozwinęły się autogeniczne gleby brunatne kwaśne lub bielicowe.
Znaczną część obszaru rezerwatu zajmują rozległe, rozczłonkowane osuwiska różnego wieku, prawdopodobnie najbardziej interesująca tego typu formacja geomorfologiczna w całym Beskidzie Śląskim. W górnej części rezerwatu występują liczne formy skałkowe z murami i ambonami skalnymi, sięgającymi do 11 metrów wysokości. Część środkową zajmują głazowiska, rowy rozpadlinowe poprzedzielane wałami i leje zapadliskowe. Na terenie tym stwierdzono 37 jaskiń i schronisk skalnych, głównie typu szczelinowego, o genezie osuwiskowej. Największe z jaskiń: Jaskinia Chłodna (długość 117 m, deniwelacja 16,5 m) i Jaskinia pod Balkonem (długość 45 m, deniwelacja 10 m) zostały objęte ochroną jako pomniki przyrody nieożywionej jeszcze przed powołaniem rezerwatu, w 1993 r.
Teren rezerwatu porasta dolnoreglowy bór jodłowo-świerkowy Abieti-Piceetum montanum. Warstwę drzew tworzy tu świerk z domieszką buka, jodły i jaworu. Najstarsze świerki liczą 130–140 lat i osiągają 60 cm średnicy w pierśnicy. W runie dominują trzcinnik leśny, borówka czarna, śmiałek pogięty i paproć nerecznica szerokolistna. W szczelinach i pęknięciach wychodni skalnych rosną paprotka zwyczajna i zanokcica skalna.
Nieco ponad obszarem rezerwatu, po północnej stronie szczytu Muronki, biegnie zielony szlak turystyczny, wiodący z Ostrego w Kotlinie Żywieckiej na Magurkę Radziechowską (1108 m). Zagrożeniem dla przyrody chronionej w rezerwacie jest jednak głównie niekontrolowana działalność speleologów-amatorów penetrujących tutejsze jaskinie oraz wspinaczy, wykorzystujących wychodnie skalne do celów treningowych. Przez jakiś czas rejon ten lansowano jako jeden z najlepszych terenów wspinaczkowych w Beskidzie Śląskim i wytyczono kilka dróg wspinaczkowych o trudności od VI.1 do VI.3 w skali polskiej i kilkadziesiąt boulderów. W 1995 zabroniono wspinaczki skalnej w obrębie rezerwatu, rejon ten uległ zapomnieniu, nie zachowały się też nazwy dróg wspinaczkowych. Obecnie jest to teren bardzo dziki, bez śladów ludzkiej obecności, nie prowadzi do niego żadna ścieżka i jest trudny do przejścia z powodu stromego stoku, pokrytego głazami i dużą liczbą powalonych drzew.

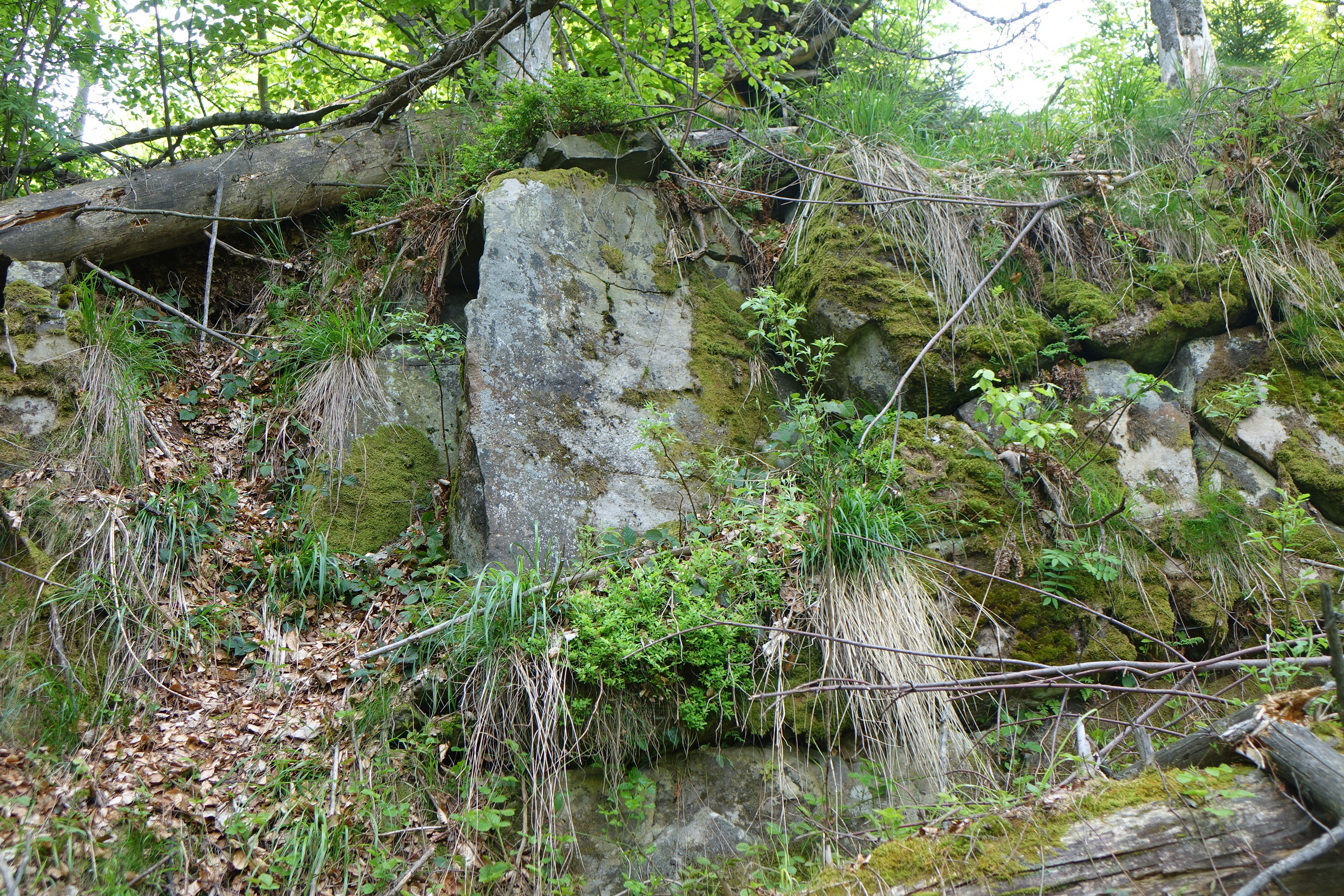
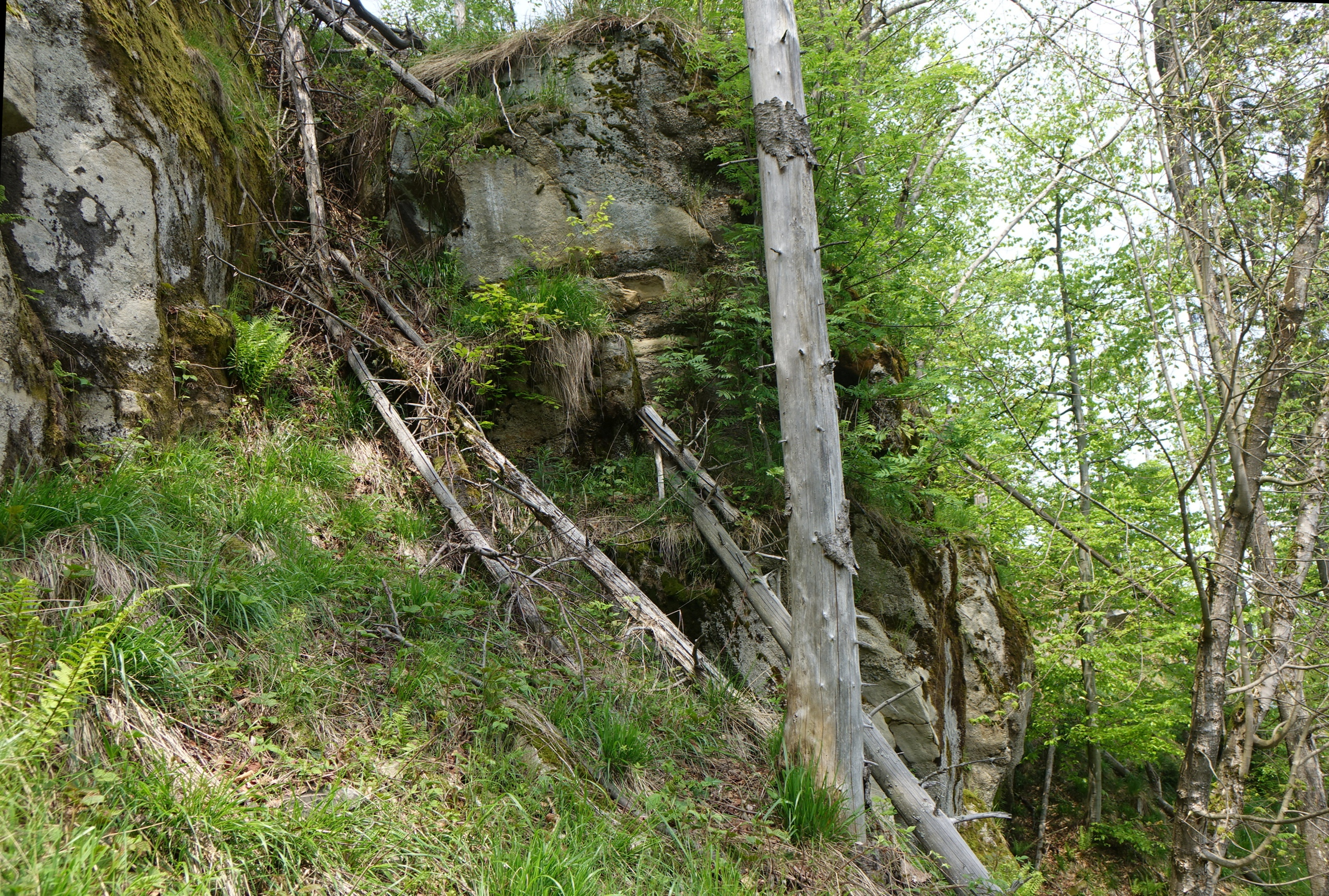
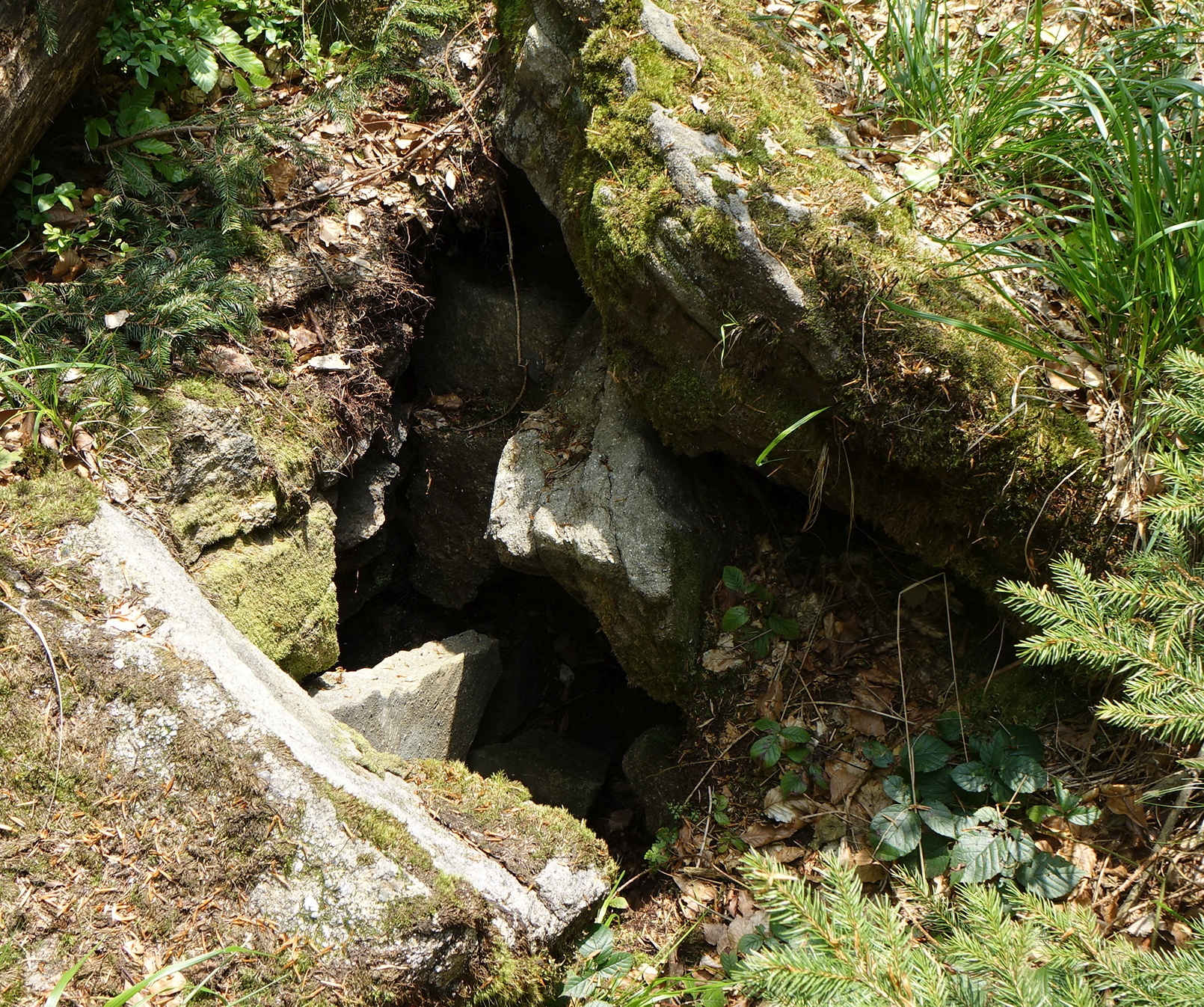
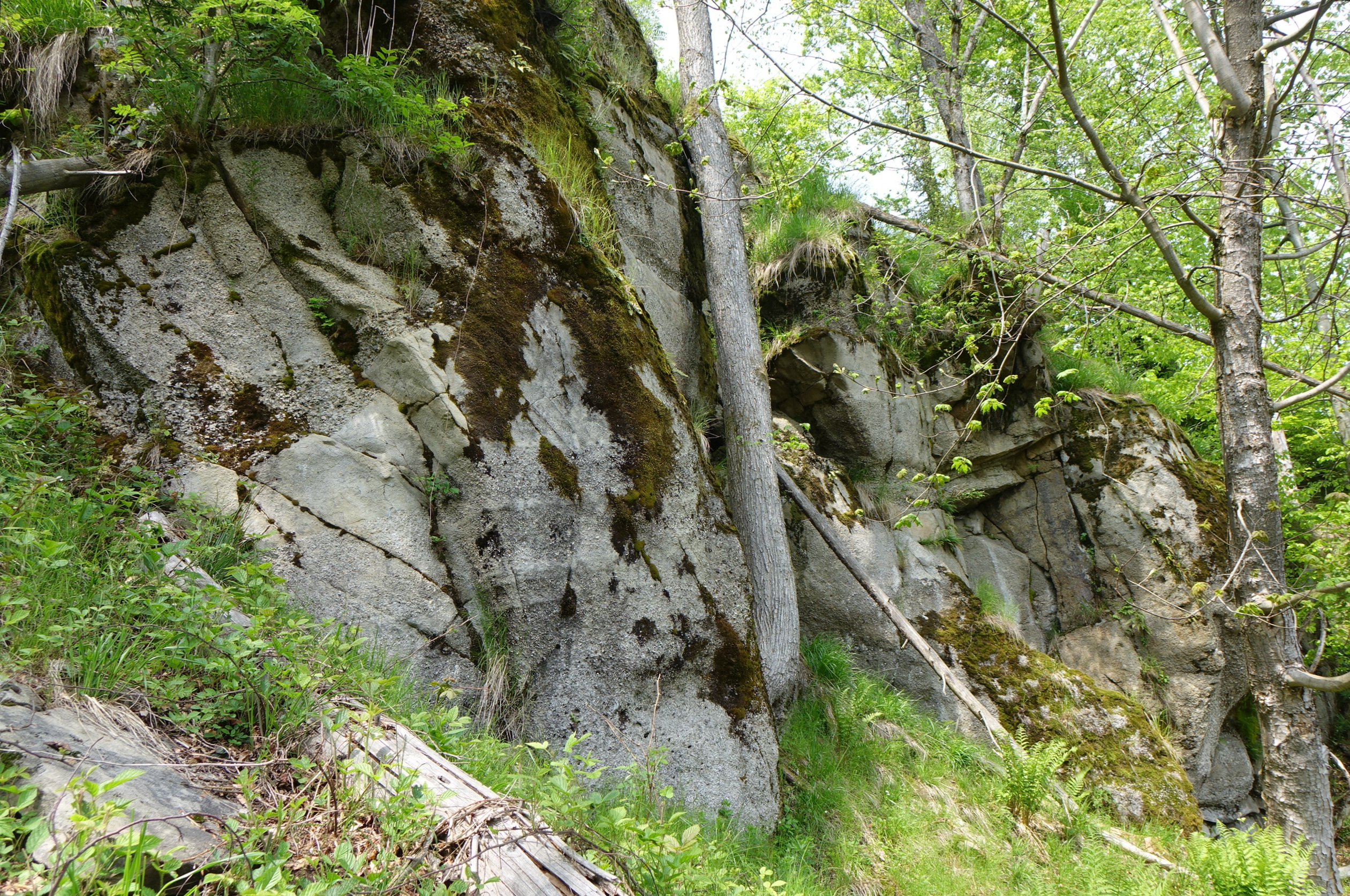
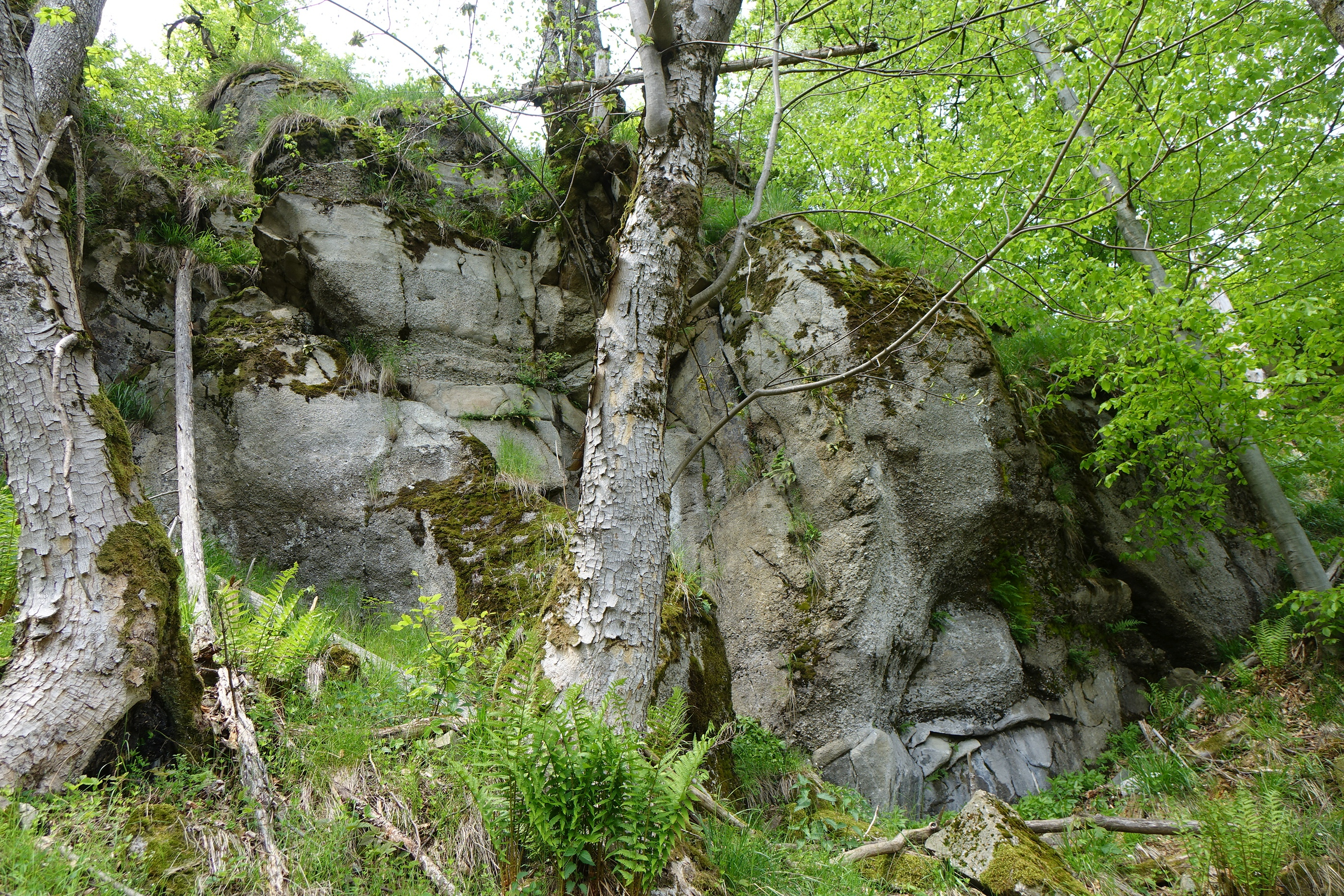
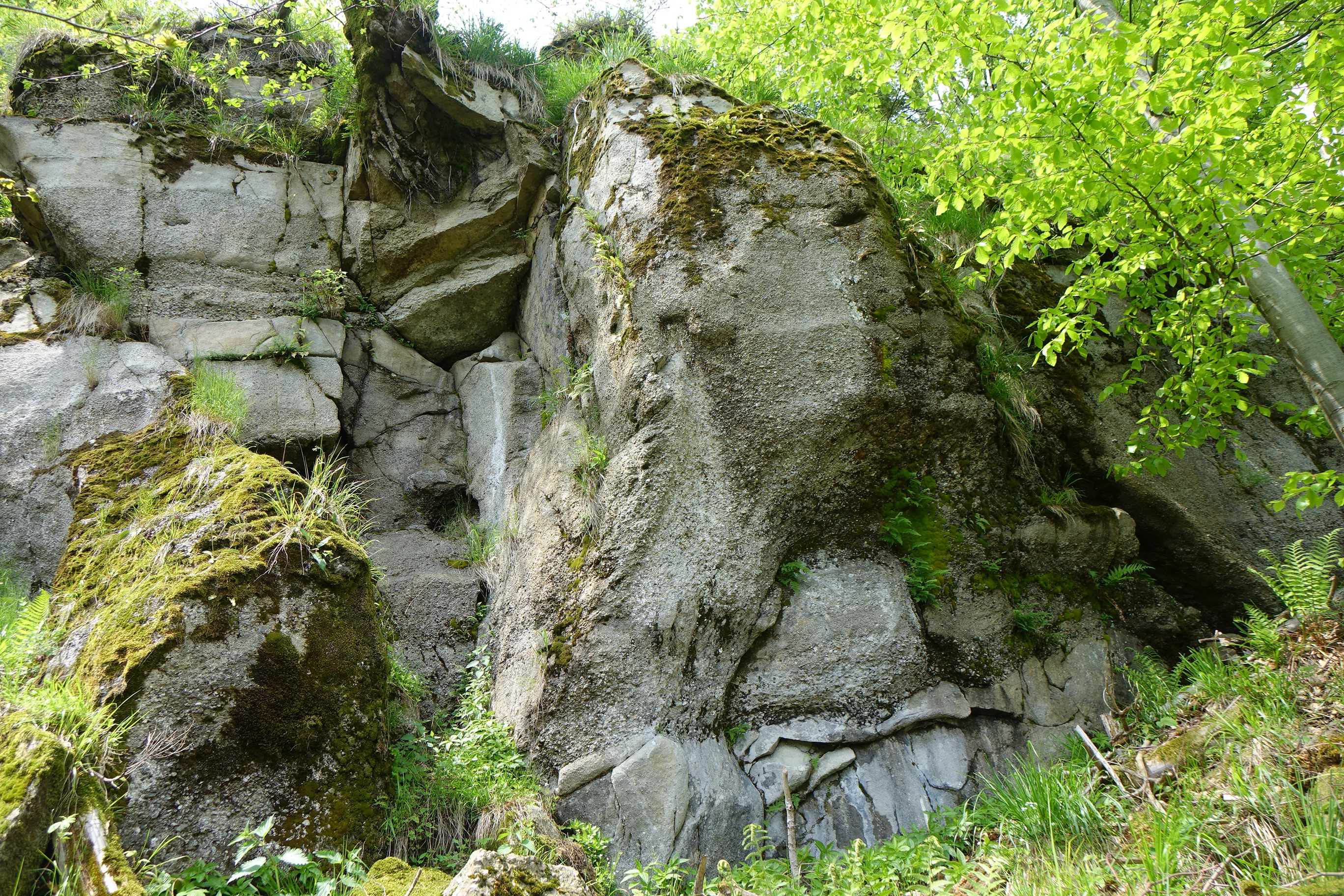
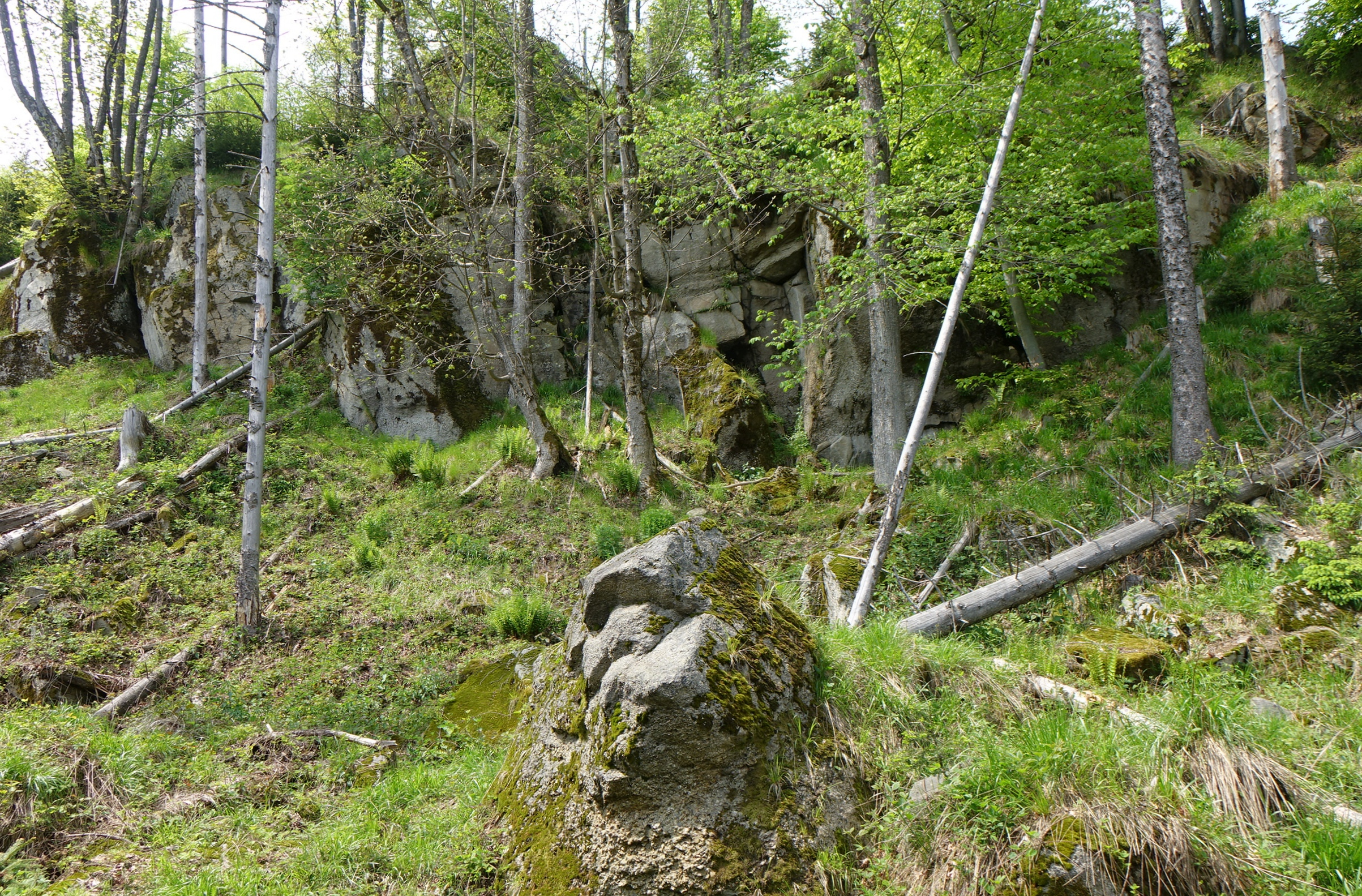